# بابی پیکت
بابی پیکت (انگلیسی: Bobby Pickett; ۱۱ فوریهٔ ۱۹۳۸ – ۲۷ آوریل ۲۰۰۷) یک موسیقی‌دان اهل ایالات متحده آمریکا بود. وی بین سال‌های ۱۹۶۲ تا ۲۰۰۷ میلادی فعالیت می‌کرد.